# Ağrı (provincie)
Provincie Ağrı (turecky Ağrı ili) je území v Turecku ležící ve východní Anatolii. Hlavním městem je Ağrı. Rozkládá se na ploše 11 376 km2 a v roce 2009 zde žilo 537 665 obyvatel. Provincie leží na hranicích s Íránem.

## Geografie
Ararat (turecky Büyük Ağrı Dağı) je s 5 137 m nejvyšší horou Turecka. Podle Araratu byla roku 1938 nazvána i provincie. Menším bratrem Araratu je Malý Ararat (turecky Küçük Ağrı Dağı, 3896 m). Dalšími vysokými horami jsou Süphan Dağı (4058 m), Aşağı Dağı (3270 m), Karadağ Dağı (3243 m) a Aladağ Dağı (3250 m).
Nejvýznamnějším jezerem provincie je Balık Gölü („Rybí jezero“) v nadmořské výšce 2241 m.

## Administrativní členění
Provincie se administrativně člení na 8 distriktů:
| - Ağrı - Diyadin - Doğubeyazıt - Eleşkirt | - Hamur - Patnos - Taşlıçay - Tutak |

## Pozoruhodnosti
- Nejvyšší hora Turecka Ararat
- Vyvýšenina Durupınar připomínající tvar lodního trupu
- Palác İshak Paşa (turecky İshak Paşa Sarayı) na úpatí Araratu nedaleko sídla Doğubeyazıt

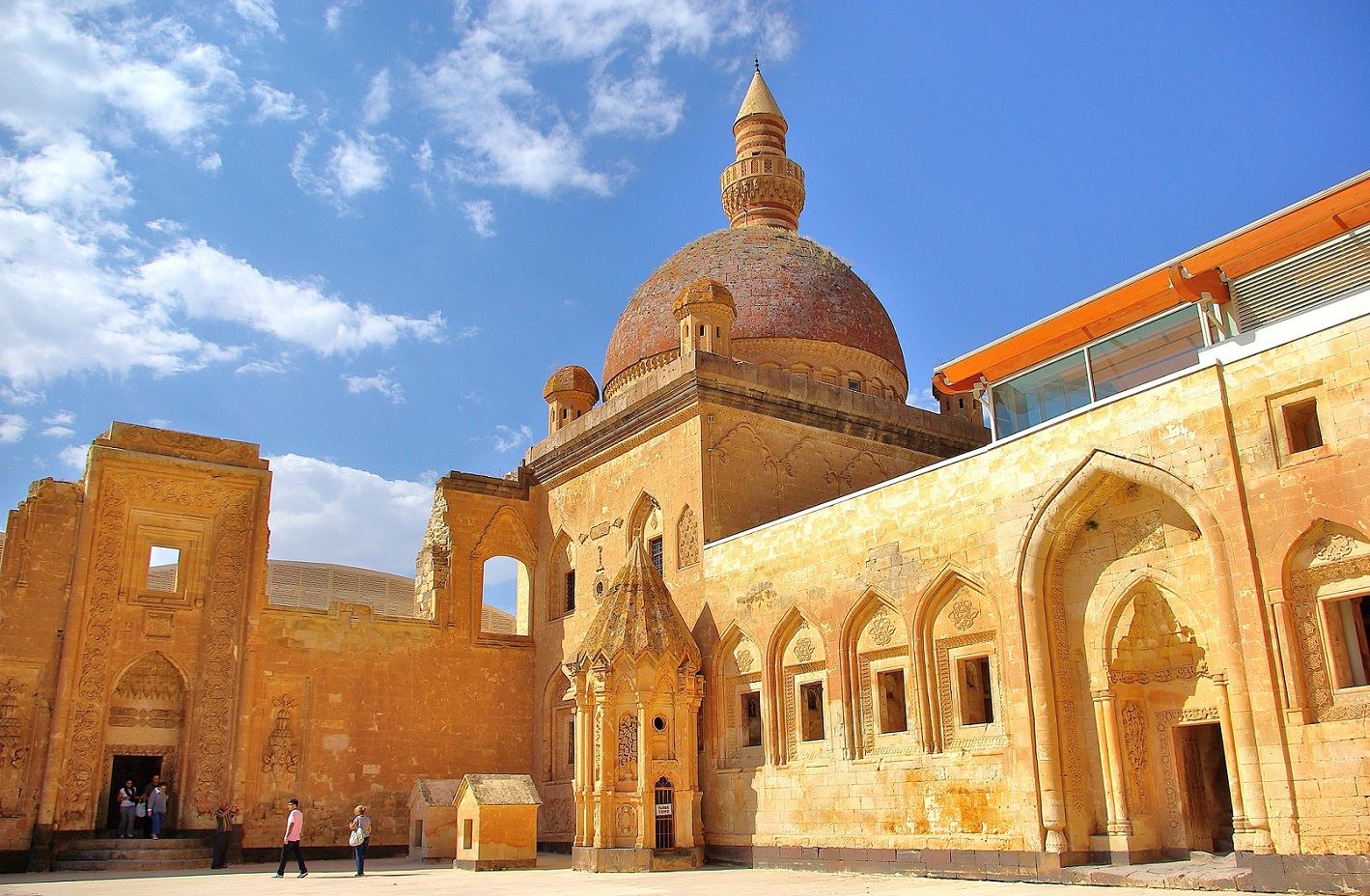
Palác İshak Paşa
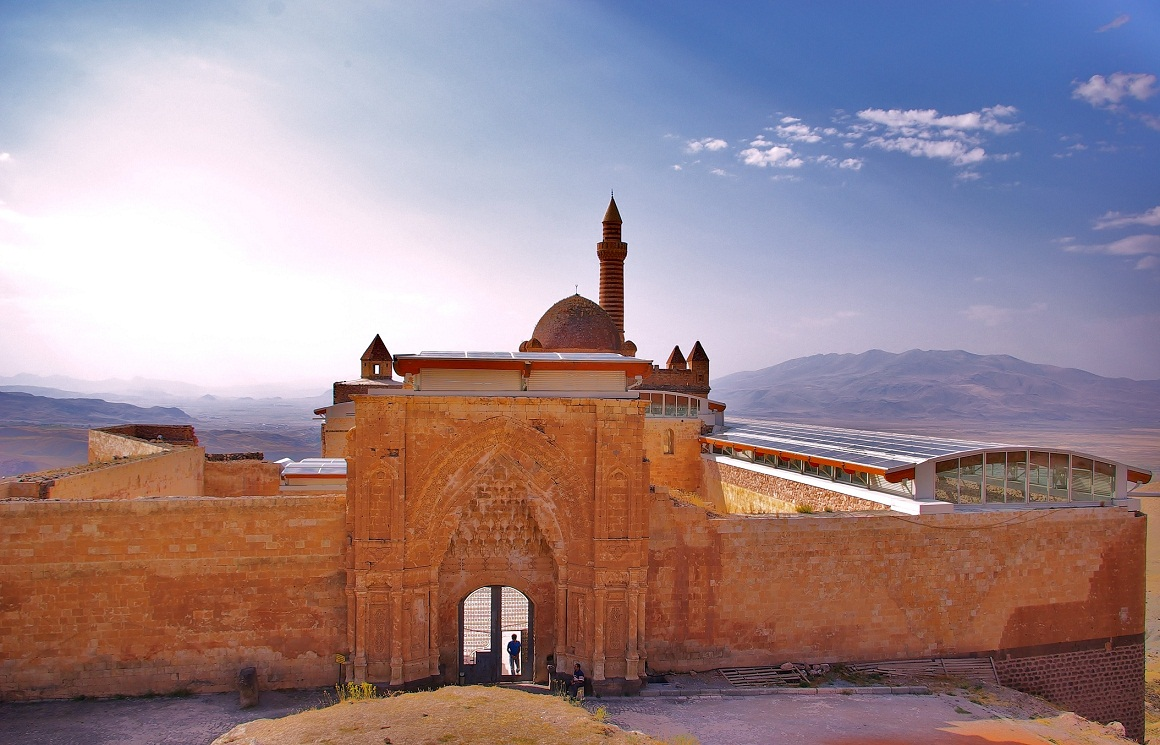
Vstupní brána
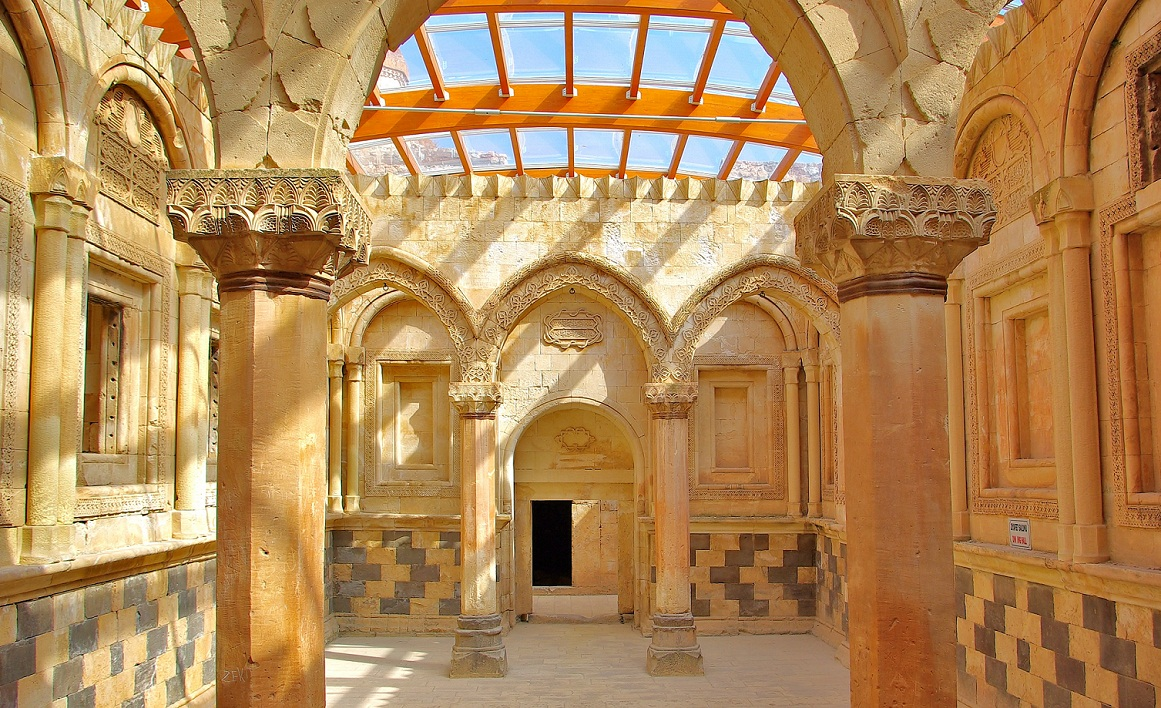
Interier
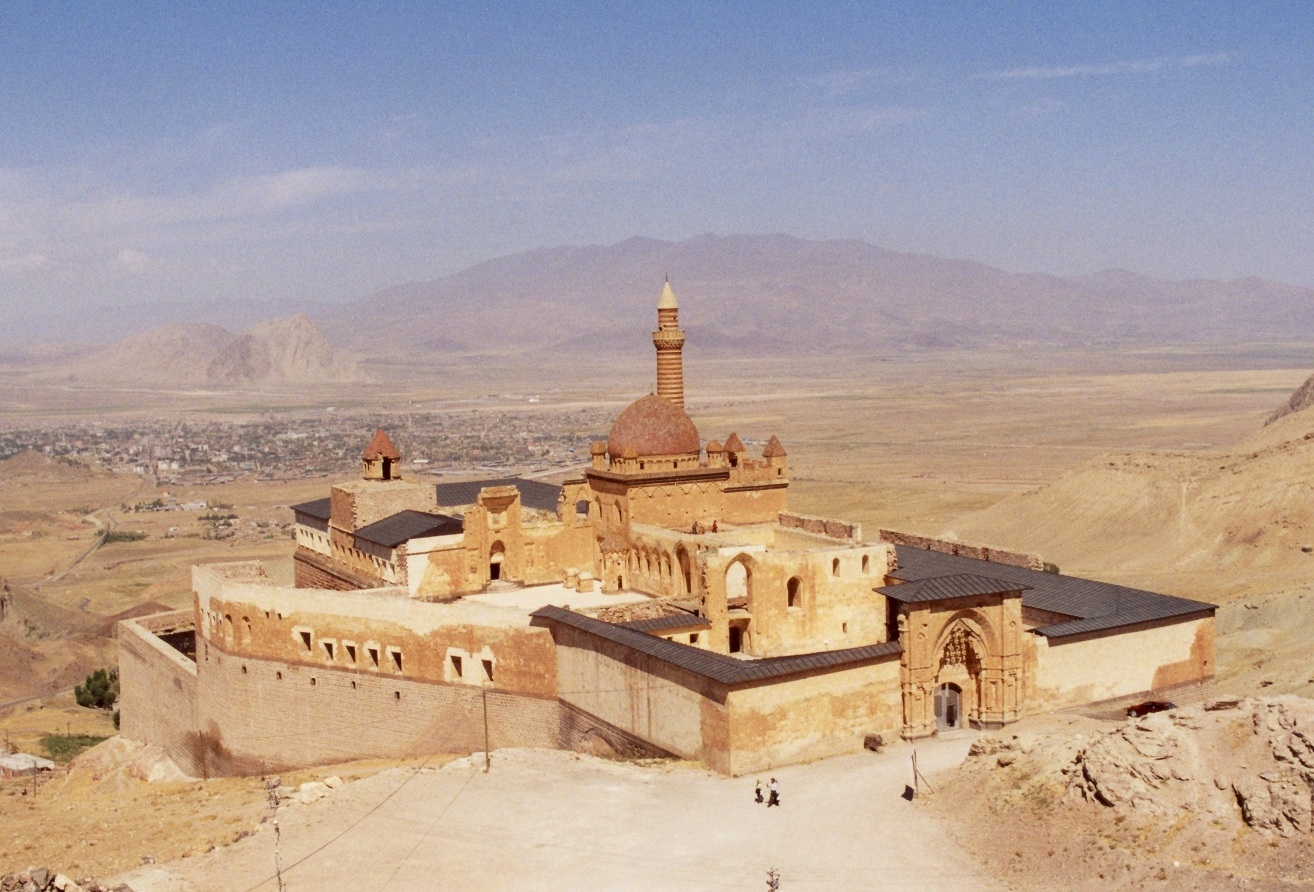
Celkový pohled